# Christmas with the Yours
Christmas with the Yours è un brano di Il complesso misterioso (alter ego di Elio e le Storie Tese), pubblicato come singolo di beneficenza a favore di LILA e Anlaids nel 1995.
La prima traccia è il brano originale, cantata in inglese da Graziano Romani, qui nei panni del cantante misterioso; vengono citati We Are the World di Michael Jackson, Luci a San Siro di Roberto Vecchioni, The Fool on the Hill dei Beatles, gli Oasis, i Blur, il noto proverbio "Natale con i tuoi, Pasqua con chi vuoi" (tradotto in un inglese maccheronico come «Christmas with the yours, Easter what you want») e il traditional Jingle Bells.
La seconda traccia è un remix del pezzo, realizzato da Mario "Get Far" Fargetta. L'ultima traccia contiene la canzone originale più gli auguri di buon Natale da parte dei Disc jockey di Radio Deejay.
Il brano è incluso nella raccolta di rarità Peerla, del 1998.

## Tracce
1. Christmas with the Yours
2. Christmas with the Yours (Get Far Mix)
3. Christmas with the Yours (Say Shadow Puppastic Mix)